# Ernesto Martino
Ernesto Martino (Melfi, 24 agosto 1964) è un militare italiano, Appuntato dell'Arma dei Carabinieri, decorato con Medaglia d'Oro al Valor Civile per il soccorso prestato in occasione del Terremoto del Molise del 2002.